# Lahinch
Lahinch (auch Lehinch, irisch An Leacht) ist ein Ort mit 1018 Einwohnern (2022) an der Liscannor Bay des Atlantiks im County Clare im Westen Irlands gelegen.
Der Ort hat ein paar Pubs und Einkaufsmöglichkeiten. nördlich von Lahinch mündet der River Inagh in die Liscannor Bay.

## Ortsname
Der englische Name des Orts ist die anglisierte Schreibung der älteren irischen Bezeichnung des Townlands, in dem sich der Ort befindet: An Leithinse („die Halbinsel“). Heute tragen sowohl das Townland als auch der Ort im Englischen die Bezeichnung Lehinch (lokal Lahinch).
Im Irischen tragen heute sowohl das Townland als auch der Ort die Bezeichnung An Leacht („das Grabmal“) nach der alten irischen Bezeichnung des Ortes Leacht Uí Chonchubhair („das Grabmal O’Connors“). Im Irischen wird auch die volle Namensform des Ortes verwendet, jedoch in moderner Rechtschreibung: Leacht Uí Chonchúir.

### Sport
Lahinch gilt in puncto Wellenreiten als einer der besten Orte in Irland, was auch an der Vielzahl von Surfschulen im Ort zu sehen ist. Der Zugang zum Strand ist bei Flut jedoch z. T. sehr umständlich, bei hohem Wellengang sogar gefährlich. Schwimmen ist bei Flut nicht zu empfehlen, auch wenn meist Rettungsschwimmer vor Ort sind. Es gibt ebenfalls einen bekannten Golfplatz.

### Sehenswürdigkeiten in der Umgebung
- Cliffs of Moher
- Aran Islands
- Burren-Nationalpark
- Aillwee Cave (eine Höhle)
- The Burren Way

## Söhne und Töchter
- Robert Dermot O’Flanagan (1901–1972), erster Bischof von Juneau, Alaska
- Alphonsus Cullinan (* 1959), Bischof von Waterford und Lismore

## Verkehr
Die West Clare Railway bediente Lahinch ab 1887. Der Bahnbetrieb wurde 1961 eingestellt.
Von Lahinch aus bestehen Busverbindungen ohne Umsteigen z. B. nach Ennis und Limerick.

## Städtepartnerschaften
- Arzon, Frankreich